# جو بيكر (لاعب كرة قدم)
جو بيكر (بالإنجليزية: Joe Baker)‏ هو لاعب كرة قدم بريطاني في مركز نصف الجناح، ولد في 19 أبريل 1977 في Kentish Town ‏ في المملكة المتحدة. لعب مع نادي ليتون أورينت.